# Stefania Dallagiacoma
Stefania Dallagiacoma (Trento, 29 luglio 1993) è una calciatrice italiana, centrocampista o attaccante del Verona.

## Carriera
Stefania Dallagiacoma si avvicina al calcio fin dalla gioventù, e raggiunta l'età limite stabilita dalla federazione per giocare con i maschietti coglie l'occasione offertale dal Trento per giocare in una formazione interamente femminile. Con la società biancoverde debutta quindi come titolare in Serie A2 dalla stagione 2008-2009 nel ruolo di attaccante terminando il campionato come vicecapocannoniere della squadra siglando 8 reti in 21 incontri, dietro solo al bomber d'esperienza Teresina Marsico, e contribuendo alla salvezza del Trento conquistando l'8º posto. Sempre nel 2008 viene convocata dalla sezione regionale della FIGC per rappresentare il Trentino al Torneo delle Regioni. Dallagiacoma rimane anche la stagione successiva, l'ultima della società trentina che, finita 12ª nel girone A, al termine del campionato viene retrocessa in Serie B, l'allora terzo livello del campionato italiano femminile di calcio, decise di non iscriversi scomparendo dalla scena calcistica nazionale.
Nell'estate del 2010 trova un accordo con il neopromosso Südtirol Vintl, che alla ricerca di consolidare il proprio organico le offre l'opportunità di giocare in Serie A dalla stagione entrante. Dallagiacoma fa quindi il suo debutto nel campionato italiano di vertice scendendo in campo dalla prima partita, inserita ancora nel reparto offensivo dal mister Roberto Genta.
Con le altoatesine comincia quindi un sodalizio che rimane ininterrotto per sei stagioni, anche dopo il cambio di sede e del nome della squadra in Südtirol Damen Bolzano, con i cui colori pur non riuscendo a evitare la retrocessione al suo primo anno in biancorosso riesce a ritornare in Serie A al termine della stagione 2014-2015.
Dopo due stagioni disputate tra le file dell'Unterland nel campionato di Serie B, per la stagione 2018-2019 Dallagiacoma si è accordata con la società veronese della Fortitudo Mozzecane, partecipante al rinnovato campionato di Serie B a girone unico. Ha giocato per cinque stagioni consecutive con la società veronese, diventata ChievoVerona FM nel 2020, giocando 102 partite e realizzando 31 reti in campionato. Nell'estate 2023 si è trasferita al Verona, continuando a giocare in Serie B.

## Palmarès
- Campionato italiano di Serie B: 1

Südtirol Damen Bolzano: 2014-2015